# Elena Cabrera
Elena Cabrera (Madrid, 1975) es una periodista española especializada en cultura. Ha trabajado en medios digitales, impresos, radio y televisión, enfocándose en narrar la cultura como un espacio de reflexión colectiva más allá del espectáculo. Su trabajo explora temas como la memoria histórica, las migraciones y la desigualdad.

## Trayectoria
Cabrera se licenció en Ciencias de la Información por la Universidad Complutense de Madrid en 1999. inició su carrera en 1994, colaborando con medios especializados y generalistas en temas como música, literatura y movimientos sociales. Ha trabajado en las redacciones de medios como ADN, Lainformacion.com, El Confidencial, la emisora de radio M21 y la revista Madriz. Además, participó en el desarrollo de proyectos de investigación sobre migraciones y desigualdad en la Fundación porCausa, donde dirigió el área de periodismo de investigación.
En el ámbito cultural, su trayectoria incluye colaboraciones con el Festival Internacional de Benicàssim (FIB) y MTV (España), además de su implicación en festivales de música experimental y radios libres. En el ámbito sonoro, además de coordinar el programa Directo Salvaje en la emisora municipal madrileña M21 y realizar el pódcast Pobres Chavales dedicado al grupo de música Depeche Mode, ha lanzado y dirigido un sello de techno-pop llamado Autoreverse. Desde 2012, colabora con ElDiario.es, medio en el que ha sido redactora en la sección de Sociedad y donde desde 2022 ocupa el cargo de redactora jefa de Cultura.
En 2021, presentó su primer ensayo, Algunas lagunas, publicado por la editorial independiente La Imprenta. El libro aborda la memoria histórica de las víctimas de la Guerra Civil y del franquismo, centrándose en los sucesos ocurridos en Toledo entre 1934 y el final del asedio al Alcázar. En esta obra, Cabrera combina su investigación periodística con una búsqueda personal sobre su abuelo Raimundo Cabrera, fusilado en el inicio del conflicto.
Al año siguiente, en 2022, Cabrera publicó La mujer enmascarada, un libro basado en sus diarios durante el confinamiento por la pandemia de COVID-19. Esta obra reflexiona sobre las transformaciones sociales y personales durante ese periodo, abordando con honestidad temas cotidianos desde una perspectiva íntima y crítica.

## Obra
- 1998 – The Chemical Brothers. El sueño electrónico. Editorial La Máscara. Colección Imágenes del Rock. ISBN 978-8479742553.
- 1999 – Depeche Mode. Los últimos amantes. Editorial La Máscara. Colección Imágenes del Rock. ISBN 978-84-7974-337-6.[10]
- 2021 – Algunas lagunas. La Imprenta. ISBN 978-84-09-29381-0.
- 2022 – La mujer enmascarada. Libros.com. ISBN 978-8418769511.

### Prólogos
- 2015 – Biodiscografías. De Iban Zaldua. Páginas de Espuma. ISBN 978-84-8393-191-2.
- 2020 – Violadores imaginarios: Biografía comparada de The Cure y Depeche Mode. De Sergi Atencia Sánchez (SAS). Círculo Rojo. Prólogo.

### Capítulos
- 2001 – Galaxias robadas. Los insolentes del pasado soñaron un futuro galáctico. VV.AA., edición de The Cry Project. Numa Ediciones. Capítulo: “Eurotrash” (con Aldo Linares). ISBN 978-8493150471.
- 2004 – Ciudad compacta. Grábame un CD cuando llegues al paraíso. VV.AA., edición de The Cry Project. The Cry Project. Capítulo: “Dos mil palabras”.
- 2010 – Experimentaclub LIMb0 2007.08.09. VV.AA. Jorge Haro y Javier Piñango. Entrevistas a Jorge Haro y Javier Piñango.
- 2019 – Aviador Dro. Anarquía científica. La fascinante revolución tecno del Aviador Dro. VV.AA., edición de Patricia Godes. La Felguera. Capítulo: La forja del mutante. ISBN 978-84-120442-1-8.
- 2021 – Laboratorios ciudadanos. Una aproximación a Medialab Prado. VV.AA., edición de María ptqk. Medialab Prado. Capítulos: “A.V. Floss” y “Juego de troncos”.